# Fondali Finale Ligure
Fondali Finale Ligure este o arie protejată (arie specială de conservare — SAC, sit de importanță comunitară — SCI) din Italia întinsă pe o suprafață de 48 ha, integral marine.

## Localizare
Centrul sitului Fondali Finale Ligure este situat la coordonatele 44°10′26″N 8°22′37″E / 44.174°N 8.377°E.

## Înființare
Situl Fondali Finale Ligure a fost declarat sit de importanță comunitară în iunie 1995 pentru a proteja . Situl a fost protejat și ca arie specială de conservare în octombrie 2016.

## Biodiversitate
Situată în ecoregiunea mediteraneană, aria protejată conține 3 habitate naturale: Straturi cu Posidonia (Posidonion oceanicae), Recifuri, Bancuri de nisip acoperite în permanență slab de apă marină.
La baza desemnării sitului se află un număr nedeclarat de specii protejate:
Pe lângă speciile protejate, pe teritoriul sitului au mai fost identificate 1 specie de nevertebrate, 8 specii de pești.